# Чемпіонат світу з трекових велоперегонів 1985
Чемпіонат світу з трекових велоперегонів 1985 проходив в серпні 1985 року в місті Бассано-дель-Граппа, Італія. Усього на чемпіонаті розіграли 14 комплектів нагород — 12 у чоловіків та 2 у жінок.

## Медалісти

### Чоловіки
Професіонали
| Дисципліна                         | Золото             | Срібло          | Бронза                          |
| Спринт                             | Накано Коїчі       | Мацуеда Йошіюкі | Оттавіо Даззан                  |
| Індивідуальна гонка переслідування | Ханс-Хенрік Ерстед | Ентоні Дойл     | Грегор Браун                    |
| Кейрін                             | Урс Фройлер        | Оттавіо Даззан  | Дітер Ґібкен Такідзава Масаміцу |
| Гонка за очками                    | Урс Фройлер        | Ганс Ледерман   | Стефано Аллочіо                 |
| Гонка за лідером                   | Бруно Вічіно       | Денні Кларк     | Вернер Бетц                     |

Аматори
| Дисципліна                         | Золото                                                                       | Срібло                                                                         | Бронза                                                              |
| Спринт                             | Лютц Хессліх                                                                 | Міхаель Хюбнер                                                                 | Ральф-Ґвідо Куші                                                    |
| Гіт на 1000 м                      | Єнс Ґлюкліх                                                                  | Філіп Буає                                                                     | Мартін Віннікомб                                                    |
| Індивідуальна гонка переслідування | В'ячеслав Єкімов                                                             | Гінтаутас Умарас                                                               | Роланд Ґюнтер                                                       |
| Командна гонка переслідування      | Італія Роберто Амадіо Массімо Брунеллі Джанпаоло Ґрісанді Сільвіо Мартінелло | Польща Ришард Давідович Маріан Туровський Лешек Степнєвський Анджей Сікорський | СРСР В'ячеслав Єкімов Олександр Краснов Марат Ганєєв Василь Шпундов |
| Спринт на тандемах                 | Чехословаччина Вітєзслав Воборжіл Роман Ржегоунек                            | США Нельсон Вейлс Леслі Барчевскі                                              | ФРН Саша Вальшайд Франк Вебер                                       |
| Гонка за лідером                   | Роберто Дотті                                                                | Роланд Кьонгсхофер                                                             | Маріо Джентілі                                                      |
| Гонка за очками                    | Мартін Пенц                                                                  | Філіп Грівель                                                                  | Ден Фрост                                                           |

### Жінки
| Дисципліна                         | Золото           | Срібло           | Бронза               |
| Спринт                             | Ізабель Ніколозо | Конні Параскевін | Наталя Крушельницька |
| Індивідуальна гонка переслідування | Ребекка Твіґ     | Жанні Лонго      | Маргарет Масс        |

## Загальний медальний залік
| Місце  | Країна          | Золото | Срібло | Бронза | Загалом |
| ------ | --------------- | ------ | ------ | ------ | ------- |
| 1      | Італія          | 3      | 1      | 3      | 7       |
| 2      | Швейцарія       | 2      | 2      |        | 4       |
| 3      | НДР             | 2      | 1      | 1      | 4       |
| 4      | Чехословаччина  | 2      |        |        | 2       |
| 5      | США             | 1      | 2      | 1      | 4       |
| 6      | Франція         | 1      | 2      |        | 3       |
| 7      | СРСР            | 1      | 1      | 2      | 4       |
| 8      | Японія          | 1      | 1      | 1      | 3       |
| 9      | Данія           | 1      |        | 1      | 2       |
| 10     | Австралія       |        | 1      | 1      | 2       |
| 11     | Австрія         |        | 1      |        | 1       |
| 11     | Польща          |        | 1      |        | 1       |
| 11     | Велика Британія |        | 1      |        | 1       |
| 14     | ФРН             |        |        | 5      | 5       |
| Всього | Всього          | 14     | 14     | 15     | 43      |